# أليس موديرنو
أليس موديرنو (11 أغسطس 1867 - 20 فبراير 1946) كانت كاتبة برتغالية، وناشطة في مجال حقوق المرأة ورعاية الحيوان. بوصفها محاربة نشطة من أجل حقوق المرأة، أسست أول جمعية متخصصة في رعاية الحيوان في جزر الأزور. تجاهلت السير الذاتية الأولى أنها كانت مثلية جنسيًا علنًا.

## نشأتها
ولدت أليس أوغستا بيريرا دي ميلو مولاز مونيز موديرنو في باريس في 11 أغسطس 1867 لسيلينا بيريرا دي ميلو مولاز وجواو رودريغيز بيريرا موديرنو. كان والدها طبيبًا تدرب في جامعة باريس، في حين كانت والدتها، التي كانت متقنة لعدة لغات وعازفة بيانو، تدربت في معهد باريس الموسيقي. وُلد كلا والديها في ريو دي جانيرو لأمهات برازيليات، لكن جدها من أبيها كان من ماديرا، وجدها من أمها كان فرنسيًا. في عام 1867، انتقل الزوجان لفترة وجيزة إلى جزيرة تيرسيرا، لكنهما عادا إلى باريس بعد عام. عندما كانت في السابعة من عمرها، انتقل والدها خارج منزل العائلة بسبب علاقة له مع كاتبة من عائلة تعمل بمجال الأزياء. عندما توفي جدها بعد عام، عاد الأب ونقل موديرنو ووالدتها إلى الأزور، حيث عاشوا في أنغرا دو هيرويزمو. أثناء إقامتهم هناك، انضم إليهم إخوتها لويس (المولود في 1877)، وفيتور (المولود في 1881)، وماريا دو كارمو (المولودة في 1882).
في عام 1883، انتقلت العائلة إلى بونتا ديلغادا في جزيرة ساو ميغيل. بسبب اشتياقها لأصدقائها وعائلتها في فرنسا، قضت موديرنو ساعات في غرفتها تكتب الشعر، وهو نشاط استهجنه والدها. نُشرت أول أعمالها المنشورة بعنوان «مورو!» (توفي!)، الذي كتبته تذكارًا للفيكونتيسة دا برايا دا فيتوريا، في صحيفة «أكوريانو أورينتال» في نفس العام. بعد عامين، في عام 1885، نشرت أيضًا عملها بعنوان «إليك» في «الدليل البرتغالي-البرازيلي للتذكارات»، وهو وسيلة أدبية رئيسية للكتاب البرازيليين والبرتغاليين حتى عام 1932، حين نشرت موديرنو أعمالها بشكل متكرر حتى عام 1889. كانت أول امرأة تسجل في المدرسة الثانوية في الأزور والتحقت في الليسيو أنتيرو دي كوينتال التابع لدير النعمة. في عام 1886، أكملت كتاب «أسبيراسويس» (الطموحات)، وهو مجموعة من الأشعار الفرنسية والبرتغالية، والذي نال إشادة من كاميلو كاستيلو برانكو. بعد معاناتها مع الصداع النصفي، أوصى والدها بالكمادات الباردة، ولكن موديرنو العنيدة أثارت فضيحة بقص شعرها. كانت لا تزال في المدرسة الثانوية، عندما انتقل والدها للعمل في أشادا في بلدية نوردستي في عام 1887. في العام التالي، نشرت «تريلوس» وانتقلت من منزل والدها، مصممة على كسب عيشها بنفسها من خلال تدريس الفرنسية والبرتغالية.